# Estadi Olímpic d'Estocolm
L'Estadi Olímpics d'Estocolm (en suec: Stockholms Olympiastadion o Stockholms stadion) és l'estadi olímpic que es construí a la ciutat d'Estocolm en ocasió dels Jocs Olímpics d'Estiu de 1912.

## Història
L'estadi fou dissenyat per l'arquitecte suec Torben Grut i es va construir entre 1910 i 1912. Fou inaugurat pel rei Gustau V de Suècia el 6 de març de 1912 com a seu principal dels Jocs Olímpics d'Estiu de 1912 a Estocolm. Va acollir les proves d'atletisme, alguns proves d'hípica i de futbol, gimnàstica, pentatló modern, estirar la corda i de lluita.
Durant els Jocs Olímpics d'Estiu de 1956 a Melbourne (Austràlia), i a conseqüència de la quarantena imposada per les autoritats australianes als cavalls de les proves eqüestres, la competició olímpica d'hípica es realitzà, en part, en aquest recinte.

## Usos actuals
L'estadi, des de l'inici, va servir en competicions d'atletisme i futbol. Destaca el Campionat d'Europa d'atletisme l'any 1958. S'hi donen també concerts musicals. Té una capacitat per a 14.500 persones assegudes, arribant fins als 35.000 durant els concerts.
Fou seu anteriorment dels equips de futbol AIK Fotboll, després del Djurgårdens IF Fotboll fins al 2013, i actualment de la secció femenina del mateix equip.